# Königin-Elisabeth-Saal

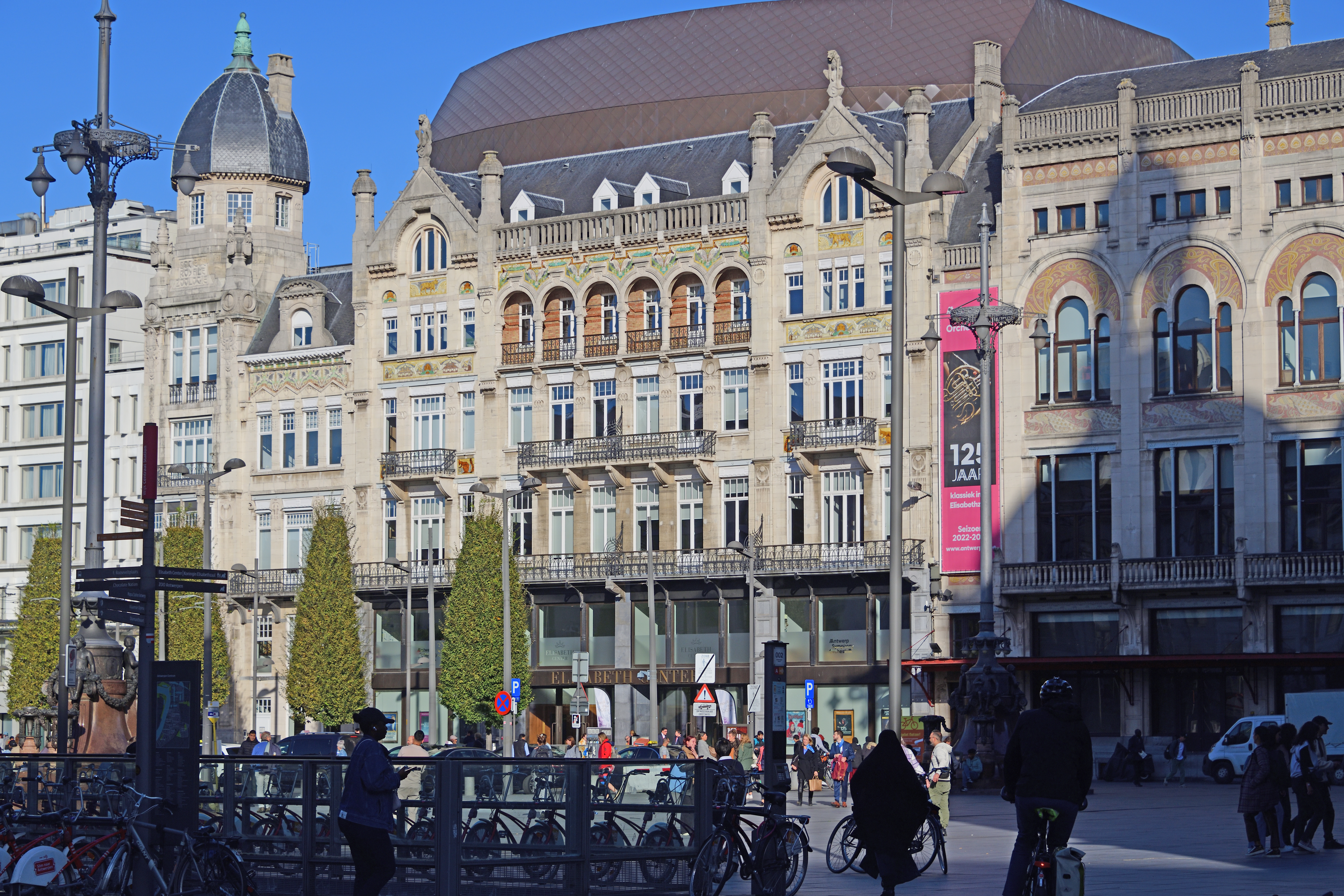
Fassade

Der Königin-Elisabeth-Saal (niederländisch Koningin Elisabethzaal) ist ein Konzert- und Veranstaltungssaal am Koningin Astridplein in Antwerpen.
Der Saal verfügt über ein Fassungsvermögen von 2000 Personen und hat das Antwerp Symphony Orchestra als Hausorchester. Der Königin-Elisabeth-Saal ist Teil des Elisabeth Center Antwerpen, das von der Koninklijke Maatschappij voor Dierkunde Antwerpen (Königliche Gesellschaft für Tierkunde) verwaltet wird.

## Geschichte

### Großer Festsaal (1897–1947)
1897 wurde am Standort des heutigen Königin-Elisabeth-Saals für die von der Koninklijke Maatschappij voor Dierkunde Antwerpen veranstalteten Konzerte zunächst der Große Festsaal errichtet. Dieser von Emiel Thielens entworfene Konzertsaal gehörte zum „Festsaalkomplex“ und wurde für Tanzabende und Sinfoniekonzerte für das wohlhabende Bürgertum genutzt.

### Königin-Elisabeth-Saal (1960–2011)
Nachdem der Festsaalkomplex im Zweiten Weltkrieg schwer beschädigt wurde und 1947 ausbrannte, nahm Rie Haan 1959 mit wiederverwerteten Elementen von der Expo 58 den Bau eines neuen Saals in Angriff. Der neue Königin-Elisabeth-Saal wurde 1960 von Königin Elisabeth eingeweiht.

### Königin-Elisabeth-Saal (2016)
2011 wurde beschlossen, am selben Standort den dritten Konzertsaal, einen neuen Königin-Elisabeth-Saal, zu errichten. Der neue Komplex wurde vom Architekturbüro Ian Simpson aus Manchester in Zusammenarbeit mit Kirkegaard Associates aus Chicago und dem Bureau Bouwtechniek entworfen. Die Baukosten in Höhe von 57,2 Millionen Euro übernahm die flämische Verwaltung. Der neue Königin-Elisabeth-Saal wurde am 25. November 2016 von Königin Mathilde eröffnet.

## Merkmale

### Akustik
Zur Optimierung der Akustik des Königin-Elisabeth-Saals arbeitete das Architekturbüro Ian Simpson mit Kirkegaard Associates zusammen. Die klassische Schuhkarton-Form des Auditoriums gewährleistet eine gute Klangresonanz. Außerdem besitzt der Saal kein festes Proszenium (Vorbühne), wodurch Klangverluste vermieden werden. Von der Decke des Königin-Elisabeth-Saals sind Reflektoren bzw. bewegliche Akustikpaneele abgehängt, die in Abhängigkeit vom zu projizierenden Schall bewegt oder entfernt werden können. Der Raum zwischen der wellenförmigen Eichenvertäfelung an den Wänden und dem Beton dahinter wurde mit Lavasand gefüllt, um Vibrationen zu vermeiden.
Die akustischen Qualitäten des neuen Königin-Elisabeth-Saals wurden von Kirkegaard mit 9,3 Punkten auf einer Skala von 10 bewertet, während der alte Saal 6,0 Punkte erreichte.

### Multifunktionalität
Der Königin-Elisabeth-Saal ist sowohl vor als auch hinter den Kulissen multifunktional gestaltet. So haben Konzertbesucher von jedem Sitzplatz im Saal eine gute Sicht auf die Bühne und können sich vor, während und nach Konzerten in den Publikumsbereichen aufhalten. Außerdem wurden die Umbauzeiten (Auf- und Abbau) für Produktionen minimiert; die Bühne besteht aus zwölf beweglichen Teilen, und im Raum über der Decke können Beleuchtungs- und Dekorationselemente vorbereitet werden. Die siebzig Chorsitzplätze im hinteren Bereich der Bühne können von Chormitgliedern oder Zuschauern eingenommen oder zur Vergrößerung der Bühne entfernt bzw. weggelassen werden.

### Fassungsvermögen
Je nach Bestuhlungsvariante (Konzert, Kongress, Theater) variiert die Zuschauerkapazität des Königin-Elisabeth-Saals zwischen 1850 und 2000 Plätzen.

### Erreichbarkeit
Der Königin-Elisabeth-Saal befindet sich im Herzen der Stadt Antwerpen in der Nähe des Bahnhofs Antwerpen-Centraal, der nationale und internationale Zugverbindungen bietet. Außerdem halten in der Nähe verschiedene Bus-, Straßenbahn- und U-Bahnlinien, und es stehen diverse Parkhäuser zur Verfügung. Der Empfangsbereich des Komplexes befindet sich auf Straßenebene. Der Saal ist von ihm aus mit Aufzügen zu erreichen.

## Nutzung
Der Königin-Elisabeth-Saal wird für klassische Konzerte und Kongresse genutzt.

### Hausorchester: Antwerp Symphony Orchestra
Das Antwerp Symphony Orchestra ist seit der Eröffnung im November 2016 das Hausorchester des neuen Königin-Elisabeth-Saals. Es steht unter der Leitung der Chefdirigentin Elim Chan und des Ehrendirigenten Philippe Herreweghe und nutzt den Saal für Konzerte und Aufnahmen.